# Salman Rushdie
Ahmed Salman Rushdie (Bombay (tegenwoordig genaamd Mumbai), 19 juni 1947) is een Brits-Amerikaanse essayist en schrijver van Indiase afkomst. Hij schrijft voornamelijk fictie en is een voorvechter van de vrijheid van meningsuiting. In zijn vertelstijl vermengt hij mythe en fantasie met het werkelijke leven. Hij wordt dan ook wel gerekend tot het magisch realisme. Een bron van inspiratie voor Rushdie is het werk van Günter Grass.
Het toneel van zijn werk is veelal het Indiase subcontinent. Hij werd beroemd door zijn romans Midnight's Children (Middernachtskinderen) en The Satanic Verses (De duivelsverzen). Op 14 februari 1989 sprak de Iraanse geestelijk moslimleider Khomeini vanwege De duivelsverzen op Radio Teheran een fatwa uit waardoor islamieten wereldwijd de opdracht kregen hem te doden. Dit leidde internationaal tot grote ophef, mede omdat hij in 'het Westen' inmiddels een gevierd auteur was. 

## Levensloop
Rushdie werd geboren in een moslimfamilie van etnische Kasjmiri afkomst. Rushdie groeide op in Bombay als zoon van een zakenman-jurist en een lerares. Later studeerde hij geschiedenis in Engeland en slaagde met lof aan het King's College van de Universiteit van Cambridge. Hij werkte bij reclamebureaus (Ogilvy & Mather en Ayer Barker) voordat hij zich volledig aan literatuur wijdde. 
Rushdie was viermaal getrouwd, onder meer met de Amerikaanse schrijfster Marianne Wiggins en met Padma Lakshmi, een Indiase actrice en fotomodel. 
Hij vestigde zich in 2000 in Lower Manhattan in New York. In 2016 verkreeg hij de Amerikaanse nationaliteit.

### Aanslagen

#### Eerste aanslag (1989)
Op 3 augustus 1989 mislukte een bomaanslag in Londen op zijn leven doordat de bom voortijdig ontplofte (de aanvaller kwam hierbij om het leven). Rushdie moest eerst tien jaar onderduiken en stond ook daarna onder constante Britse politiebescherming.

#### Tweede aanslag (2022)
Op 12 augustus 2022 werd Rushdie in Chautauqua in de staat New York neergestoken. Terwijl hij werd voorgesteld aan het publiek voordat hij met een lezing zou beginnen, stormde een man in zwarte kleding en zwart masker, gewapend met een mes, via het gangpad het podium op en viel de schrijver aan. Rushdie raakte zwaargewond door in totaal 15 messteken, die hem werden toegediend in zijn gezicht, nek en buik. Hij onderging een spoedoperatie in een ziekenhuis in Erie. Twee dagen later was hij van de beademing af en weer aanspreekbaar. De dader, een 24-jarige man, werd gearresteerd. Door de aanslag werd Rushdie blind aan één oog, en kon of kan hij - op zijn minst tot en met oktober 2022 - één hand niet meer gebruiken.
De aanslag riep in de westerse wereld geschokte reacties op en werd alom beschouwd als een aanval op de vrijheid van meningsuiting. Daarentegen betuigden Iraanse media die waren gelieerd aan de staat – bijvoorbeeld de krant Kayhan en de nieuwssite Asr Iran – juist volop steun aan de dader, die volgens hen de "afvallige en kwaadaardige Salman Rushdie aanviel". Volgens een woordvoerder van de Iraanse staat had Rushdie de aanslag aan zichzelf te wijten.

## Werk

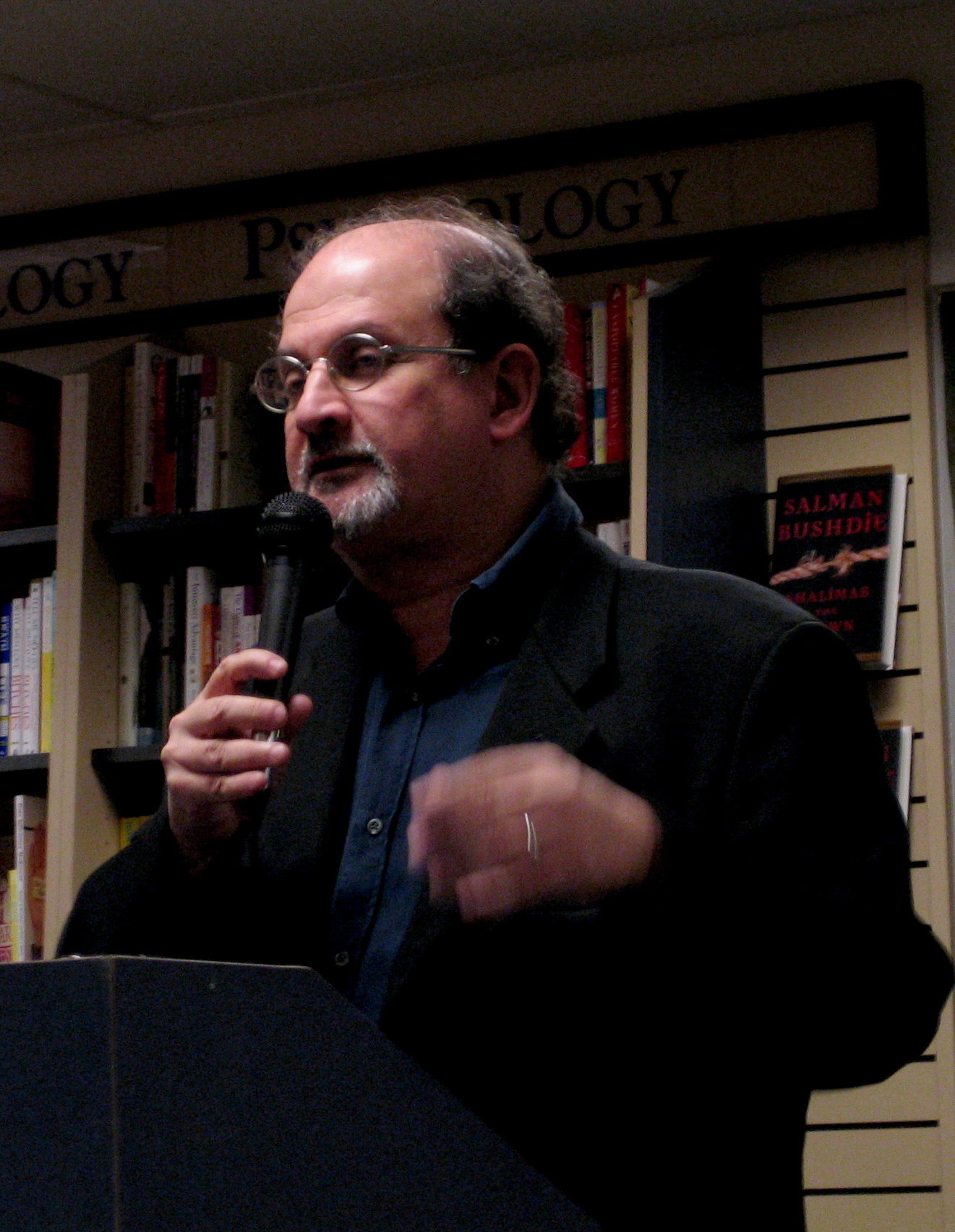
Salman Rushdie presenteert zijn boek Shalimar the Clown en verdedigt pornografie met recht op vrije meningsuiting in Mountain View, Californië, 3 oktober 2005

Rushdie is een van de toonaangevende schrijvers van de moderne Engelstalige literatuur. Hij begon zijn schrijversloopbaan met Grimus (1975), deels een fantasievertelling, deels sciencefiction. Dit werk werd over het algemeen genegeerd door het publiek en de recensenten.
Zijn volgende boek, Midnight's Children (Middernachtskinderen) bracht hem literaire roem en wordt door velen als zijn beste werk tot nu toe beschouwd. Het beschrijft de wederwaardigheden van kinderen die geboren werden in de nacht dat India onafhankelijk werd (15 augustus 1947). Het had een grote invloed op de Indiase en Britse literatuur in het daaropvolgende decennium. Rushdie werd ervoor beloond met de Booker Prize 1981 en in 1993 met de “Booker of Bookers Prize”. Dit is de prijs voor de beste roman in 25 jaar die een Booker Prize won. Middernachtskinderen ontleent thema’s aan de roman Die Blechtrommel van Günter Grass, het boek dat hem naar eigen zeggen geïnspireerd heeft om schrijver te worden.
Na het succes van Midnight's Children publiceerde Rushdie in 1983 een kortere roman, Shame (Schaamte). Hierin geeft hij een beeld van de politieke beroering in het onafhankelijke Pakistan — hij noemt het zelf Peccavistan — door zijn personages te baseren op Zulfikar Ali Bhutto en generaal Zia-ul-Haq. Het ontving de Franse Prix du Meilleur Livre Etranger. Beide werken kenmerken zich door hun magisch-realistische stijl en benaderen het Indisch subcontinent vanuit het perspectief van de immigrant.
In 1988 volgt The Satanic Verses (De duivelsverzen). In het boek is duidelijk de invloed te herkennen van Michail Boelgakovs klassieke Russische roman De Meester en Margarita. Het vermengt de Koran met Bollywood.
Dit leidde tot een controverse op wereldschaal. Rushdie werd het slachtoffer van een fatwa van de Iraanse leider Khomeini met doodsbedreiging en kreeg bescherming van de Britse staat. Op 3 augustus 1989 ontplofte in de Londense wijk Paddington voortijdig een bom die voor Rushdie bedoeld was, waarbij de terrorist omkwam. De Britse regering verbood in 1990 in het Verenigd Koninkrijk een Pakistaanse film, waarin Rushdie wordt afgeschilderd als een casinohouder die de Pakistaanse regering omver wil werpen. Rushdie was tegen dit verbod en prees de komische scène, waarin zijn personage een Pakistaanse guerrillero martelt door hem voor te lezen uit The Satanic Verses. Het hevig omstreden boek werd een wereldwijde bestseller. Van de Nederlandse vertaling verscheen in 2017 de 28e druk.
Daarna verbreedt Rushdies horizon zich: naast India en Pakistan komt de westerse wereld in beeld. The Moor's Last Sigh (1995, De laatste zucht van de Moor) behandelt de culturele en handelsbetrekkingen tussen India en het Iberisch Schiereiland. Vier jaar later in The Ground Beneath her Feet (De grond onder haar voeten) vormt de Amerikaanse rock-'n-rollscene de achtergrond van het verhaal over het sterrendom en de invloed daarvan in India.
Fury (Woede, geschreven als Boekenweekgeschenk voor de Nederlandse Boekenweek 2001 en daarmee het eerste Boekenweekgeschenk door een niet-Nederlandstalige auteur) speelt zich voor het grootste deel af in de Verenigde Staten en gaat over New York tijdens het toppunt van Amerika's welvaart en macht.
In de roman Shalimar the Clown (2005) behandelt Rushdie de problematiek van de deelstaat Kasjmir, die door India en Pakistan betwist wordt. Hierin wakkerden beide landen de godsdiensttegenstellingen tussen hindoeïsme en islam aan om hun invloed te vergroten en vernietigden daardoor de vreedzame co-existentie, met de impliciete steun van de (grillige) diplomatie van de VS. Shalimar, een jonge moslim, groeit onder leiding van een radicale zelfverklaarde moellah uit tot terrorist, in naam van de islam.
In zijn autobiografische roman Joseph Anton beschrijft hij de gebeurtenissen die volgden op het uitspreken van de fatwa. Deze roman werd gepresenteerd in het najaar van 2012 in diverse landen, waarbij hij op 13 november 2012 ook een openbaar interview gaf in de Brusselse BOZAR. In dat interview benadrukte hij onder andere dat de gebeurtenissen hem als schrijver niet veranderd hadden, en dat alle in de roman genoemde werkelijk bestaande personages van tevoren geconsulteerd waren over wat er door hem over hen geschreven was; dit laatste leidde in een aantal gevallen tot wijziging of verwijdering van passages.
In zijn in 2024 uitgebrachte memoir Knife blikt hij uitgebreid terug op de moordaanslag op hem die op 12 augustus 2022 plaatsvond. Op zijn eigen wijze beschrijft hij de aanslag tot in detail en wat dit allemaal teweeg bracht in zijn leven. Voor hem was het noodzakelijk het boek uit te brengen om de gebeurtenissen onder controle te brengen en om geweld met kunst te beantwoorden.

## Prijzen
Voor zijn oeuvre heeft Rushdie vele literaire prijzen ontvangen, waaronder de Aristeionprijs voor Literatuur van de Europese Unie en de James Tait Black Memorial Prize. Hij is ook lid van de Royal Society of Literature en Commandeur des Arts et des Lettres. In juni 2007 werd hij in de adelstand verheven (Knight Bachelor) vanwege zijn bijdrage aan de literatuur. In 2023 werd de Vredesprijs van de Duitse Boekhandel aan hem toegekend.

## Nederlandse vertalingen
- 1984 - Schaamte (vertaald door J. en H.M. Verheydt, met verklarende woordenlijst)
- 1985 - Middernachtskinderen  (vertaald door Max Schuchart)
- 1987 - De glimlach van een jaguar - een reis naar Nicaragua (vertaald door Martine Vosmaer)
- 1989 - De duivelsverzen (vertaald door Marijke Emeis)
- 1990 - Is er dan niets meer heilig? - over religie en literatuur (vertaald door Rien Verhof e.a.)
- 1990 - Haroen en de zee van verhalen (vertaald door Marijke Emeis)
- 1991 - Vaderland in de verbeelding (vertaald door Marijke Emeis)
- 1994 - Oost, west - verhalen (vertaald door Eugène Dabekaussen en Tilly Maters)
- 1995 - De laatste zucht van de Moor  (vertaald door Eugène Dabekaussen en Tilly Maters)
- 1999 - De grond onder haar voeten (vertaald door Marijke Emeis, Karina van Santen en Martine Vosmaer)
- 2001 - Woede (vertaald door Karina van Santen, Jan Pieter van der Sterre en Martine Vosmaer)
- 2003 - De grens over - verzamelde non-fictie 1992-2002 (vertaald door Karina van Santen en Martine Vosmaer)
- 2005 - Shalimar de clown - roman (vertaald door Karina van Santen en Martine Vosmaer)
- 2008 - De verleidster van Florence (vertaald door Karina van Santen en Martine Vosmaer)
- 2010 - Luka en het levensvuur - een roman  (vertaald door Karina van Santen en Martine Vosmaer)
- 2012 - Grimus (vertaald door Karina van Santen, Martine Vosmaer en Patricia Piolon)
- 2012 - Joseph Anton - een memoir (vertaald door Martine Vosmaer, Els van der Plijm en Karina van Santen)
- 2015 - Twee jaar acht maanden en achtentwintig nachten - roman (vertaald door Karina van Santen en Martine Vosmaer)
- 2017 - De familie Golden - een roman  (vertaald door Karina van Santen en Martine Vosmaer)
- 2019 - Quichot (vertaald door Martine Vosmaer en Karina van Santen)
- 2023 - Victoriestad (vertaald door Karina van Santen en Martine Vosmaer)
- 2024 - Mes - Gedachten na een poging tot moord